# Radojka
Radojka je žensko osebno ime.

## Izvor imena
Ime Radojka je različica ženskaga osebnega imena Rada.

## Pogostost imena
Po podatkih Statističnega urada Republike Slovenije je bilo na dan 31. decembra 2007 v Sloveniji število ženskih oseb z imenom Radojka: 381.

## Osebni praznik
Osebe z imenom Radojka lahko praznujejo god takrat kot osebe z imenom Rada.